# Caio Pompônio
Caio Pompônio (em latim: Gaius Pomponius) foi um senador romano nomeado cônsul sufecto para o nundínio de setembro a outubro de 74 com Lúcio Mânlio Patruíno.